# Ethylvanilline
Ethylvanilline (IUPAC-naam: 3-ethoxy-4-hydroxybenzaldehyde) is een organische verbinding met als brutoformule C9H10O3. Het is een derivaat van benzaldehyde, met een bijkomende hydroxylgroep en ethoxygroep op respectievelijk de para- en metapositie ten opzichte van de aldehydefunctie.
De structuur van ethylvanilline gelijkt sterk op die van vanilline. Vanilline bezit echter een methoxygroep op de plaats van de ethoxygroep.
Ethylvanilline is bijna niet oplosbaar in water, wel in organische oplosmiddelen als ethanol of di-ethylether. Het is een kleurloze vaste stof.

## Synthese
In tegenstelling tot vanilline wordt ethylvanilline uitsluitend langs synthetische weg bereid. De synthese gaat uit van 2-ethoxyfenol (1), dat in reactie gebracht wordt met glyoxylzuur. De additie van het glyoxylzuur aan de benzeenring gebeurt vrijwel uitsluitend op de para-positie ten opzichte van de hydroxylgroep. Daarna volgt een oxidatie met zuurstofgas en een decarboxylering tot ethylvanilline (4).
Deze synthese bestaat ook voor vanilline, maar dan met 2-methoxyfenol (guaiacol) als uitgangsproduct.

## Toepassingen
Ethylvanilline wordt gebruikt als kunstmatig aroma in voedingsmiddelen. Het is twee tot vier keer sterker van smaak dan vanilline. Het wordt vaak gebruikt als vervanger van het dure natuurlijke vanille, onder meer in chocolade, consumptie-ijs en snoepgoed.
Het wordt ook gebruikt als geurstof in parfums en allerlei andere producten, gaande van tandpasta tot sigaretten.